# Антімос Капсіс
Антімос Капсіс (грец. Άνθιμος Καψής, нар. 3 вересня 1950) — грецький футболіст, що грав на позиції захисника за «Панатінаїкос» і національну збірну Греції.
П'ятиразовий чемпіон Греції. П'ятиразовий володар Кубка Греції. 

## Клубна кар'єра
У дорослому футболі дебютував 1968 року виступами за команду клубу «Панатінаїкос», кольори якої і захищав протягом усієї своєї кар'єри гравця, що тривала вісімнадцять років. За цей час по п'ять разів виборював титул чемпіона Греції і титул володаря національного Кубка.
1971 року допоміг команді пробитися до фіналу Кубка європейських чемпіонів, в якому греки поступилися очолюваному Рінусом Міхелсом аместердамському «Аяксу».

## Виступи за збірну
1971 року дебютував в офіційних матчах у складі національної збірної Греції. Протягом кар'єри у національній команді, яка тривала 12 років, провів у її формі 35 матчів.
У складі збірної був учасником чемпіонату Європи 1980 року в Італії. Починав турнір як основний захисник команди і взяв участь у двох перших іграх греків на груповому етапі, які було програно, після чого команда фактично втратила шанси на продовження боротьби.

## Титули і досягнення
- Чемпіон Греції (5):

«Панатінаїкос»: 1968-1969, 1969-1970, 1971-1972, 1976-1977, 1983-1984
- Володар Кубка Греції (5):

«Панатінаїкос»: 1966-1967, 1968-1969, 1976-1977, 1981-1982, 1984-1985